# گورستان سرخک
قبرستان سرخک مربوط به دوره قاجار است و در شهرستان اسلام‌آباد غرب، بخش مرکزی، دهستان حومه شمالی، ۱/۳ کیلومتری جنوب روستای سرخک واقع شده و این اثر در تاریخ ۲۶ اسفند ۱۳۸۷ با شمارهٔ ثبت ۲۵۶۸۳ به‌عنوان یکی از آثار ملی ایران به ثبت رسیده است.